# Amerindis de Nebraska

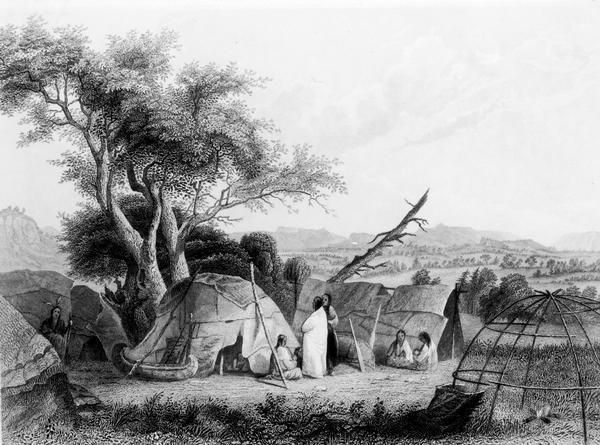
Una il·lustració d'un campament winnebago el 1852.

Els amerindis de l'estat de Nebraska han estat indis de les planúries, descendents de successives cultures de pobles indígenes que havien ocupat la zona des de fa milers d'anys. Més de 15 tribus històriques han estat identificades com que hi havien viscut, caçat o ocupat el territori d'una altra manera dins dels límits actuals de l'estat.
La història de l'estat del segle xix incloïa l'establiment de vuit reserves índies, incloent-hi un tracte mestís. Avui 6 tribus tenen les seves reserves a Nebraska. El 2006 els amerindis i nadius d'Alaska comprenien l'un per cent de la població de l'estat. Les ciutats a la frontera nord també tenen relacions amb les tribus en reserves dins de Dakota del Sud.

## Tribus

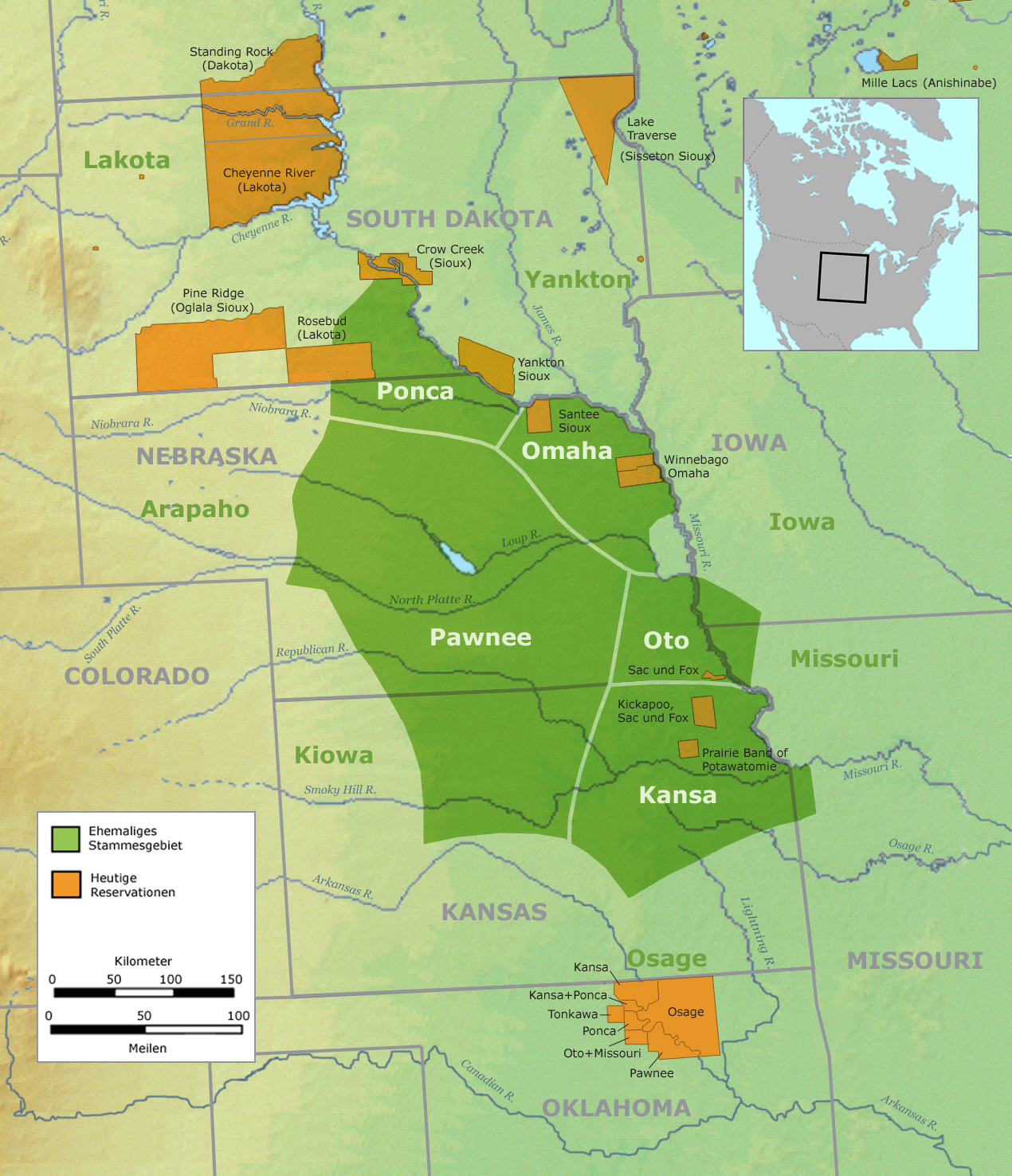
Territori tribal de les tribus a Nebraska

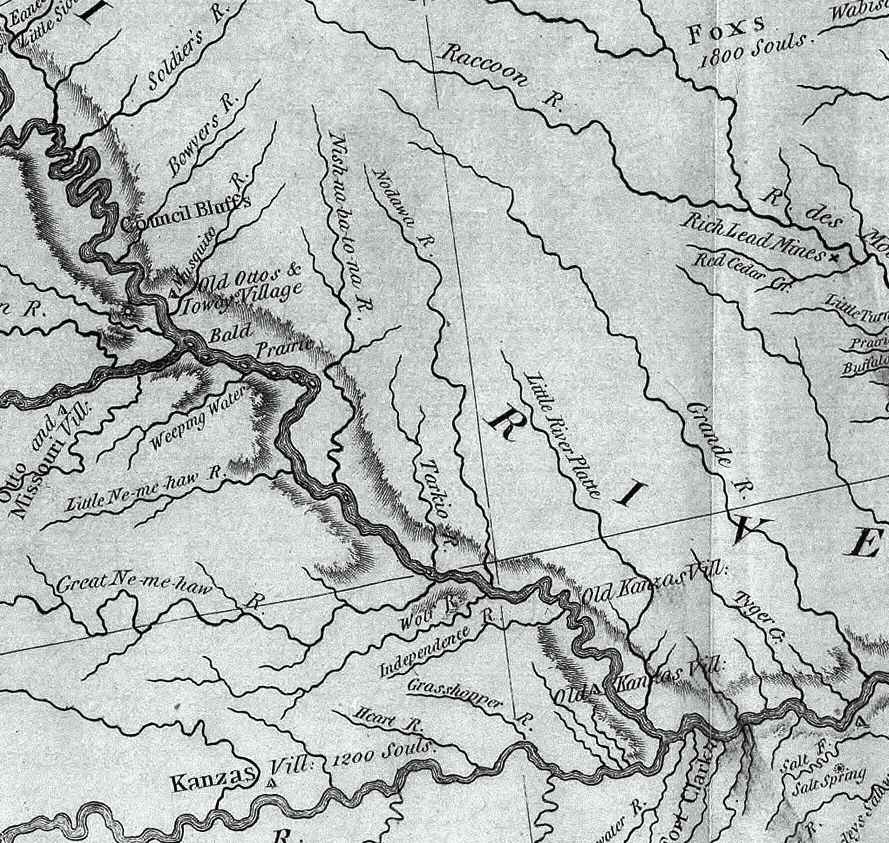
Secció del mapa de Lewis i Clark de 1804 mostra les viels índies del període al sud-oest d'Iowa, sud-est de Nebraska, i nord-oest de Missouri. Les tribus otoe, iowa, missouri i kansas hi són identificades específicament.

Diversos grups lingüístics amerindis van esetar representats a l'actual Nebraska. Els arapahos de parla algonquina van viure durant més de mil anys al llarg de la part occidental de Nebraska. En una època prehistòrica Nebraska va ser la llar dels arikares, que parlaven una de les llengües caddo, igual que els pawnee; després de 1823 van tornar de l'actual Dakota del Nord a viure amb els skidi pawnee durant dos anys. Els kiowes van ocupar una vegada Nebraska occidental. El territori oriental dels xeiene de parla algonquina incloïa Nebraska occidental, després dels comanxes qui havien viscut al territori abans de traslladar-se al sud cap a Texas.
La Gran Nació Sioux, inclosos els Ihanktowan-Ihanktowana i els lakota situats al nord i a l'oest, empraven Nebraska com la terra de caça i d'escaramusses, tot i que no tenien cap assentament a llarg termini en l'estat.
Els omaha pertanyien a la branca dhegiha de les llengües sioux, i s'havien situat en el riu Missouri al nord-est de Nebraska des de finals del segle xvii després d'haver emigrat d'àrees de l'est juntament amb altres tribus. Originalment vivien al llarg dels rius Ohio i Wabash cap a l'est. Els omaha, juntament amb el shegiha ponca, es va mudar a Nebraska en la dècada de 1670. Altres tribus sioux dheigiha que es van traslladar a l'oest del riu Ohio aleshores eren els osage, kansa i quapaw, que es van assentar a la part sud-oest del territori. En aquest punt els ponca se separaren i els omaha es van assentar a Bow Creek, en l'actual comtat de Cedar. Abans de 1700 els iowa, un poble de la branca chiwere de les llengües sioux, es traslladà al Red Pipestone Quarry a Nebraska.
Els omaha se separaren dels ponca a les boques del riu White a l'actual Dakota del Sud. Aquest últim es va mudar a l'oest a les Black Hills, però més tard es van reincorporar als omaha. Els ponca es van establir en la conca del riu Nemaha, mentre que els omaha es van establir al sud de Bow Creek.
Pel Tractat de 1854 els omaha cediren la majoria de llurs terres als Estats Units. Es traslladaren a la reserva en dos anys i més tard compartiren llures terres amb els winnebago. També coneguts pel seu autònim de Ho-Chunk, aquests darrers es traslladaren a la reserva en 1862 després d'un aixecament dels lakotes. El govern dels EUA els va concedir més tard la terra dins dels límits de la reserva Omaha als Ho-Chunk, on els seus descendents encara hi viuen.
En 1877 els Estats Units forçaren als ponca a traslladar-se al sud vers el Territori Indi a Oklahoma, tot i haver demanat quedar-se en una reserva a Nebraska. El fracàs del govern per donar suport a la tribu de manera adequada després del trasllat i les males condicions de la reserva provocà moltes morts. La detenció per l'Exèrcit dels Estats Units d'alguns dirigents ponca que van tornar a Nebraska va ser impugnada als tribunals i el cas fou seguit nacionalment per molts estatunidencs. El resultat va ser el cas de drets civils Standing Bear v. Crook (1872), que va establir que els amerindis compartien certs drets sota la constitució. Després del judici, els Estats Units van assignar a la tribu algunes terres a Nebraska. Avui dia la Tribu Ponca de Nebraska viu al comtat de Knox; l'altra part de la població viu en la reserva reconeguda a escala federal a Oklahoma.
Els missouria vivien al sud del riu Platte i, juntament amb els otoe, es trobaren amb l'expedició de Lewis i Clark al Council Bluff. Com els iowa, ambdues tribus formaven part de la branca chiwere de les llengües sioux. En 1804 els otoe tenien una vila al marge meridional del riu Platte no gaire lluny de la seva confluència amb el Missouri. El 3 de març 1881 la tribu va vendre totes les seves terres a Nebraska al govern federal i es va traslladar a Territori Indi (ara Oklahoma).
En 1830 les tribus de parla algonquina força relacionades fox (meskwaki) i sauk, cediren una gran quantitat de terra a Nebraska als Estats Units. Actualment ambdues tribus estan reconegudes federalment.
Els pawnee, que incloïen quatre tribus, vivien en llogarets al llarg del riu Platte. A la meitat del segle xix van cedir totes les seves terres a Nebraska als Estats Units, excepte una reserva; el 1876 van renunciar a aquest tractat i es van traslladar al Territori Indi. La batalla de Massacre Canyon el 5 d'agost de 1873 fou l'última gran batalla entre els pawnee i els sioux. Uns 70 pawnee foren assassinats, la majoria dones i nens.

## Pèrdua de terres
Entre 1857 i 1862 les tribus van abandonar o cedir la terra en venda a Nebraska en cinc tractats per separat amb el govern dels Estats Units en els anys immediatament previs a l'aprovació de la Llei Homestead. En 1854 Logan Fontenelle era el cap i també va traduir les negociacions que van portar als omaha a la primera de les cinc concessions de les seves terres als Estats Units. Durant les mateixes negociacions, la tribu va decidir traslladar-se a la seva actual reserva al nord del comtat de Thurston. Les tribus otoe i missouri negociaren l'últim dels quatre tractats d'aquest mateix any, i els pawnee, arapaho i xeiene van signar tractats en pocs anys.
En la dècada de 1870 la Legislatura de Nebraska va demanar al Congrés dels Estats Units l'extinció dels drets territorials dels titulars originals en l'estat mitjançant la redacció de la següent declaració:
"Atès que, els indis d'ara les reserves especials a Nebraska tenen i ocupen extensions valuoses i importants de terra, que si bé ocupada no serà desenvolupada i millorada, i considerant que la demanda de terres serà millorada i útil, són tals que aquests terres índies ja no s'haurien de posseir, sinó que s'ha de permetre que passi a mans de ciutadans emprenedors i laboriosos; ..
[Nos]altres instem a la nostra delegació al Congrés per assegurar el trasllat ara de tots els indis a les reserves especials en Nebraska a altres ... localitats, on la seva presència no va retardar l'assentament dels blancs."

### Tribus i tractats
Hi ha 18 tractats separats entre tribus índies americanes i el govern dels Estats Units per terres a Nebraska que foren negociats entre 1825 i 1892. Per la dècada de 1850 els pawnee, omaha, oto-missouri, ponca, lakota, i xeiene eren les principals tribus de les Grans Planes que vivien al Territori de Nebraska.
| Kansas                             | 1825 | Cedida gran part del sud-est de Nebraska.                                                                                         |
| Oto                                | 1830 | La major part de la cantonada sud-est de Nebraska.                                                                                |
| Oto                                | 1833 | Sud-est de Nebraska, vora les boques del Platte, inclosa la zona on era la Missió Moses Merill.                                   |
| Pawnee                             | 1833 | Centre-sud de Nebraska. |
| Pawnee                             | 1848 | Una petita zona al llarg del riu Platte al centre de Nebraska.                                                                    |
| Omaha                              | 1854 | Gairebé tot el centre-est i nord-est de Nebraska.                                                                                 |
| Oto i Missouri                     | 1854 | Centre-est de Nebraska immediatament al sud del riu Platte.                                                                       |
| Pawnee                             | 1857 | Tot el centre-nord de Nebraska entre el riu Platte i la frontera amb Dakota del Sud.                                              |
| Arapaho i xeyenne                  | 1861 | Tot el sud-oest i part del centre-oest de Nebraska al sud del riu North Platte.                                                   |
| Omaha                              | 1865 | Una petita part de terra comprometent una quarta part de la seva reserva.                                                         |
| Lakota                             | 1875 | Tot el centre-oest de Nebraska al nord del riu North Platte.                                                                      |
| Pawnee                             | 1875 | un petit tracte al nord del riu Platte que inclou la terra que esdevindrà la Genoa Indian Industrial School.                      |
| Lakota, Xeyenne del Nord i Arapaho | 1876 | Tot el nord-oest de Nebraska. |
| Omaha                              | 1882 | Dues parcel·les de terra en dos tractats que comprenia la meitat de la seva reserva, inclosos les terres de la reserva Winnebago. |
| Lakota                             | 1892 | Cediren una parcel·la de terra incloent Pine Ridge (Nebraska).                                                                    |

## Reconeixement federal
Avui el govern dels Estats Units reconeix diverses tribus a Nebraska. Inclouen la tribu Iowa de Kansas i Nebraska, la Tribu Omaha de Nebraska, la tribu Ponca de Nebraska, la Nació Sac i Fox de Missouri a Kansas i Nebraska, la Tribu Sioux Santee de la reserva Santee de Nebraska i la tribu Winnebago de Nebraska.

## Reserves
Les reserves índies a Nebraska inclouen actualment terra dels ioway, Santee Sioux, Omaha, sauk i fox, Winnebago, i Ponca. L'Omaha va cedir el seu comtat de Boone al govern dels Estats Units el 1854. Els pawnee abandonaren les seves terres del comtat de Boone en 1857. El comtat de Nance va ser una reserva pawnee fins a 1875 quan l'assetjament per part dels blancs i sioux va convèncer el pawnee de reubicar-se a Oklahoma. Els Oto, Omaha, i Ioway cediren moltes de llurs terres del govern dels Estats Units en 1854, acceptant assentar-se en reserves a l'est de Nebraska. Aquell any el Territori de Nebraska fou organitzat i obert a la colonització.
| Reserves índies a Nebraska. | Reserves índies a Nebraska. | Reserves índies a Nebraska. | Reserves índies a Nebraska. | Reserves índies a Nebraska. | Reserves índies a Nebraska. |
| Reserva                     | Tribu                       | Establiment                 | Extensió                    | Història | Notes |
| --------------------------- | --------------------------- | --------------------------- | --------------------------- | --- | --- |
| Reserva de Niobrara         | Santee Sioux                | 1863                        | 41.000 acres                | Establida per Llei del 3 de març de 1863; tractat de 29 d'abril de 1868; Ordre executiva de 27 de febrer de 1866, 16 de novembre de 1867, 31 d'agost de 1869, 31 de desembre de 1873, i 9 de febrer de 1885. 133,04 km² foren seleccionats com a granges, 157,45 km² com a parcel·les, 4,5 7 km² per a l'Agent Indi, escola, i missió; acord no ratificat de 17 d'octubre de 1882.               | Les oficines tribals es trobaven a Niobrara, amb terres de la reserva al comtat de Knox. |
| reserva Omaha               | Omaha                       | 1854                        | 12.421 acres                | Establida pel tractat de 16 de març de 1854; selecció pels indis amb l'aprovació del President, 11 de maig de 1855; tractat de 6 de març de 1865; llei de 10 de juny de 1872; llei de 22 de juny de 1874; desig dels Winnebago, datat el 31 de juliol de 1874: llei de 7 d'agost de 1882: llei de 3 de març de 1893); 523,9 km² parcel·lats per 1,577 indis; la resta, 50,27 km², no parcel·lada | La reserva està situada majoritàriament al comtat de Thurston, amb seccions al comtat de Cuming i al comtat de Burt. Les oficines de consell tribal són a Macy, amb les viles de Rosalie, Thurston, Pender i Walthill situada a les fronteres de la reserva. |
| Reserva Sioux Ogallala      | Sioux Ogallala              | 1882                        | 640 acres                   | Establida per ordre executiva del 24 de gener de 1882 i venuda al govern dels Estats Units en 1899. | |
| Reserva Oto                 | Otoe                        | 1834                        | 160.000 acres               | Situada a la vora del riu Platte a l'est de Nebraska, la reserva fou el lloc de la Missió Moses Merrill. Fou venuda totalment al govern dels Estats Units el 1884. | |
| Reserva Pawnee              | Pawnee                      | 1833                        | 19.200 acres                | Els pawnee van vendre tota la seva terra al govern dels Estats Units en 1870. | Situada al llarg del riu Loup. |
| Reserva Ponca               | Ponca                       | 1858                        | 27.500 acres                | Establida per tractat de 2 de març de 1858, i tractat suplemental del 10 de març de 1865; llei de 2 de març de 1899. 110,08 km² foren parcel·lats a 167 indis, i 0,65 km² reservats i ocupats per l'agència i escoles. | Les oficines del consell tribal es troben a Niobrara. També hi ha la localització de l'històric Ponca Fort anomenat Nanza. |
| Reserva Sac i Fox           | Sauk i fox                  |                             | 15.129 acres                | | Situada al sud-est del comtat de Richardson (Nebraska) i nord-est del comtat de Brown (Kansas) |
| Reserva Winnebago           | Winnebago                   | 1863                        | 1.711 acres                 | Establida per llei de 21 de febrer de 1863: tractat de 8 de març de 1865: llei de 22 de juny de 1874; escriptura dels omaha, datada el 31 de juliol de 1874 (Indian Deeds, VI, 215). 429,13 km² foren parcel·lats a 1.200 indis; 1,9 km² reservats per l'agència, etc.; la resta, 6,92 km², no parcel·lats.                                                                                      | Les oficines del consell estan situades a la vila de Winnebago. La ciutat d'Emerson, al sud de First Street, així com Thurston, estan situades a la reserva. La reserva ocupa el nord del comtat de Thurston (Nebraska), així com el sud-est del comtat de Dixon i del comtat de Woodbury (Iowa), i un petit sector fora de les terres de la reserva al sud de Craig Township al comtat de Burt (Nebraska). |

### Reserva Mestissa Nemaha
La Reserva Mestissa Nemaha era situada entre els rius Great i Little Nemaha al comtat de Nemaha (Nebraska). Com que els omaha i algunes altres tribus tenien sistemes patrilineals els nens multiracials de pares blancs no tenien lloc a la tribu, ja que eren considerats blancs. Quan es tractava l'assignació de terres, no podien participar. Alhora, moltes societats de frontera tenien prejudicis en contra de les persones de raça mixta. Les tribus van demanar al govern federal que proporcionés terres als seus descendents mestissos. El 10 de setembre de 1860, Louis Neal va rebre la primera patent a posseir terres allà. Els propietaris no estaven obligats a viure en la seva propietat. Després que molts van vendre les seves terres als blancs, la designació formal de la reserva va ser eliminada en 1861. Descendents de pioners mestissos encara viuen a la zona. La vila de Barada rep el nom en honor d'Antoine Barada, un dels primers colons que esdevingué un heroi folklòric.

## Tributació
Generalment no s'imposen tributacions de l'estat de Nebraska als amerindis que viuen a les reserves situades a l'Estat de Nebraska. El departament d'Impostos de Nebraska emet un Número i Targeta d'Identificació d'exempció fiscal de l'Estat de Nebraska a petició de qualsevol "reserva índia". El registre d'un vehicle de motor en la reserva índia de Nebraska està exempt de l'impost de vehicles a tracció però no està exempt de les taxes de permís i matriculació.

## Administració tribal
Les oficines del Consell Tribal Omaha es troben a Macy, amb el Consell Tribal Winnebago a la rodalia de Winnebago. Les oficines de la tribu Ponca de Nebraska i les oficines del Consell Tribal Santee Sioux estan a Niobrara. Les oficines de la Bureau of Indian Affairs a Nebraska es troben a Aberdeen (Dakota del Sud), mentre que l'oficina de l'Agència Winnebago serveix omaha i winnebago.

## Temes contemporanis
- Jurisdicció Legal: Al segle XXI els omaha han tingut problemes permanents relacionats a la frontera occidental de la seva reserva. Ells sostenen que la ciutat de Pender es troba dins la reserva i, des de gener de 2007, han requerit els seus set comerciants de licors obtenir una llicència tribal i pagar impostos de vendes tribals per operar. (Les mateixes condicions s'apliquen a aquest tipus de comerciants a Rosalie i Walthill, ambdues ciutats dins la reserva) Un tribunal estatal va dictar que la frontera occidental està situat a l'est de Pender, a causa de les vendes per individus omaha al llarg dels anys, però la tribu diu que l'Estat no pot redefinir una frontera establerta per un tractat amb el govern dels Estats Units.
- Venda d'alcohol: Han sorgit nombroses protestes i activisme entorn de l'extraordinari nivell de les vendes de cervesa a Whiteclay, Nebraska, una ciutat fronterera amb quatre botigues de licors i 14 residents. Es venen més de 4,5 milions de llaunes de cervesa a l'any, sobretot per als residents de la reserva índia de Pine Ridge que fan dos quilòmetres per comprar el que està prohibit a la reserva. Al febrer de 2012, la Tribu Siuox Oglala va presentar una demanda per 500 $ milions en danys i perjudicis contra les quatre botigues, els seus distribuïdors i els fabricants de cervesa per als costos de l'atenció sanitària i rehabilitació relacionades amb l'alcoholisme en la reserva.[33]
- Jocs de Casino: La tribu Winnebago ha establert un casino en la seva porció de la reserva, que es troba a Iowa. Com a resultat de l'augment dels ingressos, s'ha construït una nova escola, un hospital i ha proporcionat nombrosos nous llocs de treball als membres de la tribu.[34]